# Fishia discors
Fishia discors là một loài bướm đêm trong họ Noctuidae.